# Brycon melanopterus
Brycon melanopterus é uma espécie de peixe caracídeo sul-americano de água doce.